# Velskola
Velskola ist ein von der Evangelisch-Lutherischen Kirche Finnlands getragenes Erlebnis- und Erholungszentrum, das in einem renovierten Gutshof im gleichnamigen Stadtteil der Stadt Espoo im Süden Finnlands untergebracht ist. Es befindet sich in unmittelbarer Nähe des Nationalparks Nuuksio.